# Йованович, Любиша (писатель)
Любиша Йованович (серб. Љубиша Јовановић, род. 1936) — сербский писатель, автор нескольких романов, в которых в основном рассказывается о судьбах поморавских крестьян в вихрях войн и смут. Сюжеты автор черпает из собственной семейной истории, хотя у него также есть сборник рассказов, сформированный как вторая часть романа из трёх частей («Звезданица», как часть «Замка во времени»), а другая — как антология сатиры («Странные гуси моей матери Юлии»). 
В профессиональном плане доктор Йованович всю свою трудовую жизнь проработал пульмонологом в Пульмонологическом диспансере в Велика-Плане, а публиковаться и получать награды за литературные произведения он начал как врач, который пишет в качестве хобби; литературная работа стала его основным занятием после выхода на пенсию, и с тех пор он опубликовал большую часть своих книг.